# D'Hanis
D'Hanis è un census-designated place (CDP) degli Stati Uniti d'America della contea di Medina nello Stato del Texas. La popolazione era di 847 abitanti al censimento del 2010. Fa parte dell'area metropolitana di San Antonio.
D'Hanis si trova all'incrocio tra la U.S. Route 90, la Farm to Market Road 1796 e la Farm to Market Road 2200 sul Seco Creek. La comunità è talvolta chiamata New D'Hanis per distinguerla dal sito del vecchio D'Hanis, un miglio ad est.

## Geografia fisica
Secondo lo United States Census Bureau, il CDP ha una superficie totale di 6,81 km², dei quali 6,81 km² di territorio e 0,01 km² di acque interne (0,08% del totale).

## Storia
D'Hanis prende il nome dal conte von D'Hanis, che fondò la comunità intorno al 1845.

## Società

### Evoluzione demografica
Secondo il censimento del 2010, la popolazione era di 847 abitanti.

### Etnie e minoranze straniere
Secondo il censimento del 2010, la composizione etnica del CDP era formata dall'89,61% di bianchi, lo 0% di afroamericani, lo 0,12% di nativi americani, lo 0,12% di asiatici, lo 0% di oceanici, il 9,56% di altre razze, e lo 0,59% di due o più etnie. Ispanici o latinos di qualunque razza erano il 46,52% della popolazione.